# Naravni satelit
Narávni satelít ali lúna (z malo začetnico) je astronomsko telo, ki kroži okrog planeta. Tipičen predstavnik je Zemljin naravni satelit Luna. V Osončju je vsaj 140 naravnih satelitov. Veliko jih kroži tudi okrog zunajosončnih planetov v sistemih drugih zvezd. Po navadi imajo večji plinski velikani več naravnih satelitov. Merkur in Venera jih nimata, Mars ima dva majhna in Pluton večjega spremljevalca Harona, kar včasih obravnavajo kot edini dvojni planet v našem Osončju. Tudi sistem Zemlja-Luna imamo lahko v grobem za takšen sistem, vendar zaradi lege skupnega masnega središča ne dosega uradne definicije dvojnega planeta IUA. Je rumene barve

## Izvor
Večina naravnih satelitov je verjetno nastala iz istega sesedajočega področja protoplanetnega diska. Obstaja več izjem in različič tega standardnega modela nastanka naravnih satelitov, ki jih teoretično obravnavajo. Nekaj naravnih satelitov je morda ujetih tujih teles, kosov večjih naravnih satelitov, ki so preostali od velikih trkov. V primeru Zemljine Lune je to planet sam, kateremu je velik trk v tirnico odtrgal njegov del. Ker poznamo večino naravnih satelitov le prek oddaljenih opazovanj z daljnogledi in prek spoznanj in podatkov medplanetarnih vesoljskih sond, je večina teorij o njih še vedno nezanesljivih.

## Naravni sateliti vOsončju
| premer [km]  | Zemlja | Mars         | Jupiter                                           | Saturn                                                                               | Uran                                                                                               | Neptun                                  | druga telesa                                                 |
| ------------ | ------ | ------------ | ------------------------------------------------- | ------------------------------------------------------------------------------------ | -------------------------------------------------------------------------------------------------- | --------------------------------------- | ------------------------------------------------------------ |
| več kot 5000 |        |              | Ganimed                                           | Titan                                                                                | |                                         |                                                              |
| 4000-5000    |        |              | Kalisto                                           |                                                                                      | |                                         | Merkur                                                       |
| 3000-4000    | Luna   |              | Io Evropa                                         |                                                                                      | |                                         |                                                              |
| 2000-3000    |        |              |                                                   |                                                                                      | | Triton                                  | Pluton                                                       |
| 1000-2000    |        |              |                                                   | Rea Japet Diona Tetis                                                                | Titanija Oberon Umbriel Ariel                                                                      |                                         | 90377 Sedna 90482 Ork 50000 Kvaoar 20000 Varuna 28978 Iksion |
| 100-1000     |        |              | Himalija Amalteja                                 | Enkelad Mimas Hiperion Fojba Jan Epimetej Prometej                                   | Miranda Sikoraks Puk Porcija                                                                       | Proteus Nereida Larisa Galateja Despina | Cerera Haron Palas Juno Vesta (in mnogi drugi)               |
| 50-100       |        |              | Tebe Elara Pasifaja                               | Pandora                                                                              | Kaliban Julija Belinda Kresida Rozalinda Desdemona Bjanka                                          | Talasa Najada Neso                      | (in mnogi drugi)                                             |
| 10-50        |        | Fobos Deimos | Karma Metis Sinopa Liziteja Ananke Leda Adrasteja | Siarnak Atlas Helena Albioriks Telesto Pan Paaliak Kalipso Imir Kiviuk Tarvos Ižirak | Ofelija Kordelija Setebos Prospero Štefan Perdita Ferdinand Frančišek Margareta Trinkulo Mab Kupid | Halimeda Sao Laomedeja Psamata          | (in mnogi drugi)                                             |